# Onythes sarcochroa
Onythes sarcochroa är en fjärilsart som beskrevs av Paul Dognin 1912. Onythes sarcochroa ingår i släktet Onythes och familjen björnspinnare. Inga underarter finns listade i Catalogue of Life.